# Colli di Scandiano e di Canossa Pinot
Le Colli di Scandiano e di Canossa Pinot est un vin blanc de la région Émilie-Romagne doté d'une appellation DOC depuis le 20 septembre 1996. Seuls ont droit à la DOC les vins récoltés à l'intérieur de l'aire de production définie par le décret. 

## Aire de production
Les vignobles autorisés se situent en province de Reggio d'Émilie dans les communes de Albinea, Quattro Castella, Bibbiano, Montecchio, San Polo d'Enza, Canossa, Vezzano sul Crostolo, Viano, Scandiano, Castellarano et Casalgrande ainsi qu'en partie sur le territoire des communes Reggio d'Émilie, Casina, Sant'Ilario d'Enza et Cavriago.
Voir aussi les articles  Colli di Scandiano e di Canossa Pinot frizzante et Colli di Scandiano e di Canossa Pinot spumante.

## Caractéristiques organoleptiques
- couleur : jaune paille plus ou moins intense avec des reflets verdâtres
- odeur : caractéristique, intense
- saveur : sec,  harmonique, frais, plein, velouté

Le Colli di Scandiano e di Canossa Pinot se déguste à une température de 10 à 12 °C et il se garde entre 1 et 2 ans.

## Production
Province, saison, volume en hectolitres :
- Reggio  Emilia  (1996/97)  137,9